# بهرام عاطف
بهرام عاطف (زادهٔ ۲ فوریهٔ ۱۹۴۱) یک مربی فوتبال اهل ایران است.
در سال ۱۳۹۵ باشگاه ذوب‌آهن یک استادیوم به نام وی نامگذاری کرد.

## افتخارات

### به عنوان بازیکن

##### تاج
- جام باشگاه‌های تهران: ۴۸-۱۳۴۷

### به عنوان مربی

##### 
منتخب اصفهان :  جام قدس  قهرمانی کشور ۱۳۶۵ ،  ذوب آهن    : نایب قهرمانی جام حذفی  ایران ۱۳۸۰-۱۳۷۹